# Non mentire
Non mentire è una miniserie televisiva trasmessa in prima serata su Canale 5 dal 17 febbraio al 3 marzo 2019. È diretta da Gianluca Maria Tavarelli, prodotta da Indigo Film ed ha come protagonisti Alessandro Preziosi e Greta Scarano. È il remake della serie televisiva britannico-statunitense Liar - L'amore bugiardo.

## Trama
Laura Nardini, apprezzata professoressa presso un liceo di Torino, accetta di uscire per un appuntamento con Andrea Molinari, stimato chirurgo nonché padre di Luca, uno dei suoi studenti, e collega di Caterina, sua sorella maggiore. La serata procede nel migliore dei modi e sembra quasi perfetta, ma il giorno successivo, mentre Andrea spera di rivederla, Laura lo denuncia per stupro. Il chirurgo, però, rimane stupito e nega l'accaduto. La routine di entrambi viene completamente stravolta: da una parte il cardiochirurgo cerca, senza successo, di far capire alla donna che il rapporto avuto la sera prima era stato consensuale; dall'altra l'insegnante, dopo averlo denunciato e diffamato pubblicamente mediante la pubblicazione di un post sul profilo Social del medico, inizia a cercare le prove di quello che afferma. Nel frattempo si irrigidisce il rapporto che Laura aveva instaurato con Luca, il figlio di Andrea, e con tutta la classe in cui insegna. Successivamente Andrea viene contattato da un uomo, Donato Ferraro, a cui la donna aveva già cercato di rovinare la vita attraverso una denuncia simile anni prima.
Mentre le accuse su Andrea cadono, Laura trova una verità nascosta su Maria, la moglie di Andrea, suicidatasi 11 anni prima, solo dopo aver scoperto che il marito ha avuto un rapporto sessuale con Carola, sua amica di vecchia data (Maria era depressa e il marito, con l'intento di sbarazzarsene, l'avrebbe tradita sapendo che la moglie non avrebbe retto ad un simile colpo). I sospetti, però, aumentano e tutto sembra contro Andrea. Alla fine i sospetti di Laura si rivelano fondati, in quanto Andrea si rivela essere uno stupratore seriale che agisce drogando le sue vittime, utilizzando la droga da stupro conosciuta con il nome di GHB (Gamma-idrossibutirrato). Tuttavia, Laura trova anche la videocamera di Andrea con la quale il cardiochirurgo era solito riprendersi mentre stuprava le vittime e tra i filmati c'è proprio quello con lei. Consegnando la videocamera alla polizia, finalmente il medico potrebbe essere arrestato ma prima che la polizia si rechi da lui, l'uomo sembra sparito nel nulla in quanto né il figlio né nessun altro lo ha più visto. A questo punto, la polizia si rivolge a Caterina, chiedendole come mai la sorella non ha portato subito le prove alla polizia. Caterina mente in difesa della sorella ma quando cerca spiegazioni, quest'ultima si mostra molto vaga affermando che il male corrompe chi ne viene a contatto. In questo modo, alimenta alcuni sospetti su lei stessa, i quali aumentano quando la telecamera inquadra in una riva del lago il corpo senza vita del cardiochirurgo Andrea.

## Puntate
| nº | Titolo          | Prima TV         | Ascolti        | Ascolti |
| nº | Titolo          | Prima TV         | Telespettatori | Share   |
| -- | --------------- | ---------------- | -------------- | ------- |
| 1  | Prima puntata   | 17 febbraio 2019 | 3 560 000      | 15,50%  |
| 2  | Seconda puntata | 24 febbraio 2019 | 3 328 000      | 14,10%  |
| 3  | Terza puntata   | 3 marzo 2019     | 3 273 000      | 14,10%  |

## Personaggi e interpreti
- Andrea Molinari, interpretato da Alessandro Preziosi. È un padre affettuoso, affascinante uomo, nonché un ottimo e stimato cardiochirurgo. Rimasto vedovo da molti anni, decide di uscire per un appuntamento romantico con Laura, professoressa di Italiano di suo figlio. La serata sembra procedere nel meglio dei modi, ma il giorno successivo viene accusato di stupro dalla stessa Laura.
- Laura Nardini, interpretata da Greta Scarano. È una giovane professoressa di italiano presso un liceo di Torino. Tornata da poco single, decide di accettare l'appuntamento di Andrea. Nonostante la serata sembra procedere al meglio, la mattina successiva denuncia Andrea.
- Caterina Nardini, interpretata da Fiorenza Pieri. È la sorella maggiore di Laura e collega di Andrea.
- Vanessa Alaimo, interpretata da Claudia Potenza. È l'ispettore capo che segue il caso di Laura ed è una giovane donna omosessuale molto determinata. Nei casi che segue riesce a mantenere sempre una certa distanza, ma questo caso la coinvolge più del previsto e non solo professionalmente.
- Roberto Mandelli, interpretato da Duccio Camerini. È l'ispettore che lavora a fianco di Vanessa, sposato e padre, disposto a tutto per far prevalere la giustizia.
- Luca Molinari, interpretato da Riccardo De Rinaldis Santorelli. È il figlio adolescente di Andrea e uno degli alunni di Laura.
- Tommaso Baioni, interpretato da Matteo Martari. È l'ex fidanzato di Laura, un impulsivo poliziotto che si ritrova coinvolto dalle vicende di Andrea e Laura.
- Leo, interpretato da Paolo Briguglia. È il marito di Caterina.
- Nicola, interpretato da Simone Colombari. È un collega di Molinari.
- Ivan, interpretato da Alessandro Tedeschi.
- Carola Bruno, interpretata da Valentina Carnelutti. È una ristoratrice che è stata la migliore amica di Maria, la moglie di Molinari.
- Donato Ferraro, interpretato da Elia Schilton. È l'ex preside del Macchiavelli di Genova che era stato accusato di molestie dalla Nardini.
- Flavio, interpretato da Diego Verdegiglio. È l'avvocato di Molinari.
- Sergio, interpretato da Stefano Fregni. È un superiore di Molinari.
- Malika, interpretata da Asmaa Bourzama. È la ragazza di Luca Molinari.
- Padre di Malika, interpretato da Ahmed Hefiane.

## Produzione
La miniserie è diretta da Gianluca Maria Tavarelli, il quale ha anche firmato la sceneggiatura con Lisa Nur Sultan e prodotta da Indigo Film.

### Riprese
Le riprese della miniserie sono iniziate nell'agosto 2018 a Torino.

## Distribuzione
Dopo la messa in onda su Canale 5 dal 17 febbraio al 3 marzo 2019, la serie è stata pubblicata sulla piattaforma Netflix nell'ottobre del 2023.

## Colonna sonora
La colonna sonora della miniserie televisiva è la canzone Zombie dei The Cranberries.